# El derecho de vivir en paz (revista)
El derecho de vivir en paz es una revista semestral relacionada con la difusión de contenidos sobre derechos humanos, política internacional e culturas alternativas. Fue fundada a comienzo del 2013 y trabaja en alianza con diversos actores sociales de América Latina.

## Historia
La revista nace producto de la preocupación de distintas organizaciones de América Latina por los conflictos militares que actualmente se configuran en el mundo. Propone y defiende el derecho a la paz y la búsqueda del diálogo entre países beligerantes. Su nombre hace referencia a una canción de Víctor Jara, que en su tiempo fue compuesta en solidaridad en contra de la Guerra de Vietnam. 